# Alexandru D. Rădulescu
Alexandru D. Rădulescu (n. 26 august 1886, Focșani, județul Vrancea – d. 11 aprilie 1979, București) a fost un medic și scriitor, membru titular al Academiei Române (1955).

## Studii
Studii liceale la Constanța și Focșani, universitare (medicale) la București, unde, în 1914 își susține teza de doctorat cu titlul Un procedeu simplu de gastro-enterostomie și enteroanastamoză fără deschiderea prealabilă a organelor cavitare.

## Carieră
Medic la CFR (1914-1916), preparator la Clinica II Chirurgie din București (1915-1919), adjunct al Directorului Clinicii de Chirurgie de la facultatea de Medicină din Cluj (1919-1922), medic primar și director al Spitalului de Chirurgie Infantilă din Cluj (1920-1940), medic la Spitalul de Ortopedie și Tuberculoză Chirurgicală din București (1940-1962).
A fost ales membru corespondent al Academiei Române din 1948, membru titular din 1955.
În timpul Războiului de Reîntregire (1916-1918) e medic chirurg la Spitalul de Campanie nr. 5. În 1921 înființează la Cluj, pentru prima dată în România, Spitalul de Ortopedie, unitate model ce cuprindea, pe lângă obișnuitele paturi, și un atelier de protezare, precum și o secție de recuperare funcțional.
Este fondatorul Revistei de ortopedie și chirurgie infantilă în 1927 și al Societății Române de Ortopedie în 1931. Contribuții însemnate la afirmarea ortopediei ca specialitate independentă în medicina românească prin lucrările Mica chirurgie și elemente de patologie chirurgicală (1934), Tratat de ortopedie chirurgicală (1939). E preocupat de grefele și transplantele osoase, de tratamentul luxațiilor și fracturilor, de chirurgia sechelelor și poliomielită, inaugurând o serie de procedee operatorii originale descrise în lucrări ca: Greffes et transplants osseux chez I'homme (1924), Ortopedie chirurgicală (1956), Artroplastia (1958), Scoliozele (1961), Transplanturi și grefe osoase și cartilaginoase (1975) etc. Aduce inovații în tehnica operatorie, echipamentul și instrumentarul chirurgical ortopedic (masa ortopedică Rădulescu, scărița de extensiune, depanatorul de floare, strângătorul de sârmă, despicătorul de coaste, pense cu astragal etc.).
Acordă o atenție deosebită tehnicii protezice, îmbogățind-o cu metode personale (genunchiul blocabil, mâna mecanică Rădulescu Aldea, aparatele pentru paralizie poliomietelică, coastele pentru scolioză etc.).
Publică literatură cu numele adevărat sau cu pseudonimul Furpa Sera: Bătea un vânt de nebunie (1931), Surprinși în intimitate (1931), Trebuie să înving (roman, 1946) etc.
Se bucură de o largă recunoaștere națională și internațională, fiind membru al unor prestigioase instituții științifice: Academia de Științe Medicale din București, Academia de Chirurgie din Paris, Societatea Internațională de Chirurgie, Societățile de Ortopedie din Bordeaux, Leipzig, Paris, Sofia, Varșovia.

## Distincții
- Ordinul „Steaua Republicii Populare Romîne” clasa a II-a (9 decembrie 1961) „pentru merite deosebite în domeniul științific, cu prilejul împlinirii a 75 ani de viață”[1]
- titlul de „Profesor Emerit al Republicii Populare Romîne” (5 noiembrie 1962) „pentru activitatea îndelungată, contribuție în dezvoltarea științei și merite deosebite în dezvoltarea învățămîntului superior”[2]
- Ordinul „Meritul Științific” clasa I (26 septembrie 1966) „pentru merite deosebite în activitatea științifică, cu prilejul Centenarului Academiei Republicii Socialiste România”[3]